# RHYTHM RED
『RHYTHM RED』（リズム・レッド）は、日本の音楽ユニットであるTMNのファーストアルバム（TM NETWORKからの通算では7枚目のアルバム）。
1990年10月25日にEPIC/SONY RECORDSよりリリース。TM NETWORKからTMNにグループ名を変更して第一弾アルバムであり、TM NETWORK時代の6枚目のアルバム『CAROL 〜A DAY IN A GIRL'S LIFE 1991〜』（1988年）より1年10ヶ月ぶりのリリースとなった。作詞は小室哲哉、小室みつ子の他に、新たに脚本家の坂元裕二が参加。作曲は小室および木根尚登、プロデュースは小室が担当している。
レコーディングは「THE POINT OF LOVERS' NIGHT」以外は日本国内の一口坂スタジオで全て行われ、国外の著名なミュージシャンであるウォーレン・ククルロやブラッド・ギルス、デヴィッド・"クレム"・クレムソンが参加している。音楽性としてはヘヴィメタルの影響が大きく、1曲目の「TIME TO COUNT DOWN」のリズムなどはスラッシュメタルに近い。
先行シングルとしてマクセルカセットテープのコマーシャルソングとして使用された「THE POINT OF LOVERS' NIGHT」「TIME TO COUNT DOWN」を収録している他、ハウス食品「O'ZACK」のコマーシャルソングとして使用された「RHYTHM RED BEAT BLACK」が後にリカットシングルとしてリリース。
オリコンチャートでは最高位1位を獲得し、売り上げ枚数は約60万枚と前作に匹敵する結果となった。同年12月10より本作を受けてのツアー「TM NETWORK RHYTHM RED TMN TOUR」が敢行された。

## 背景
1989年に入り、1月7日に昭和天皇崩御のため元号が昭和から平成に変更された。TM NETWORKは4月15日にリプロダクトシングルとして「COME ON EVERYBODY (with Nile Rodgers)」、「KISS YOU (KISS JAPAN)」、「GET WILD '89」の3枚のシングルを同時リリース、5月12日にはリプロダクトアルバム『DRESS』、7月21日にはシングル「DIVE INTO YOUR BODYをリリースした。
また、TM NETWORK名義のラストアルバム『CAROL 〜A DAY IN A GIRL'S LIFE 1991〜』を受け、「TM NETWORK TOUR '88〜'89 CAROL 〜A DAY IN A GIRL'S LIFE 1991〜」と題したコンサートツアーを12月9日の名古屋市民会館から翌1989年8月18日の大阪厚生年金会館まで、25都市全63公演を開催した。さらに前述のツアーの追加公演として、8月25日、8月26日の東京ベイNKホールと8月29日、8月30日の横浜アリーナにて「TM NETWORK CAROL TOUR FINAL CAMP FANKS!! '89」と題したコンサートを敢行した。なお、3月3日の大阪フェスティバルホールでの公演中に宇都宮隆が膝のじん帯を断裂するという事故に見舞われ、当日の公演はこなしたもののその後の日程が大幅に延期される事態となった。
9月1日にはTM NETWORKとしての活動を一時休止すると宣言。小室は12月9日にアルバム『Digitalian is eating breakfast』をリリースしそれを受けてのコンサートツアー「Tetsuya Komuro Tour '89〜'90 Digitalian is eating breakfast」を9都市全16公演にて敢行、宇都宮はフジテレビ『LUCKY! 天使、都へ行く』にてテレビドラマ初出演を果たし、翌1990年には『誘惑』（TBS）や『キモチいい恋したい!』（フジテレビ）と立て続けにテレビドラマに出演、木根は50万部を売り上げベストセラーとなった小説『CAROL』に続き1月に小説『ユンカース・カム・ヒア』を発表、さらに11月には『ユンカース・カム・ヒアII』を発表し発行部数は50万部とベストセラーとなった。
1990年7月7日にはTM NETWORK名義では最後となるシングル「THE POINT OF LOVERS' NIGHT」をリリース。同年8月28日にはTM NETWORKは記者会見を開き、「TM NETWORKの完了」と「プロジェクトTMNの開始」が宣言され、TM NETWORKからTMNへとリニューアルすることとなった。この宣言の理由は「精神的なボルテージが急激に高まってゆく世紀末にアーティストとして何ができるのか、その自問への答え」であったという。

## 録音
レコーディングは「THE POINT OF LOVERS' NIGHT」以外同年5月3日から8月17日まで一口坂スタジオで全て行われた。
ゲストミュージシャンとしてフランク・ザッパ・バンド出身でデュラン・デュランのギタリストで、アルバム『humansystem』（1987年）のレコーディングや、以前の小室哲哉のソロ活動でもサポートギターとして活躍したウォーレン・ククルロや、ナイト・レンジャーのギタリストであるブラッド・ギルス、シングル「SEVEN DAYS WAR」のレコーディングに参加したデヴィッド・"クレム"・クレムソンが参加している。ブラッド・ギルスはシンクラヴィアに録音した音を聞いた際、普通では気付かないノイズやミストーンまでもが再現されていたため「これ、本当に俺の音か?」と憤慨し、その後何度か長時間に渡り録り直しを行った。また、ブラッド・ギルスはドラムスでこのレコーディングに参加した山木秀夫のツーバスのプレイを絶賛していたという。
日本人のギタリストとして是永巧一と葛城哲哉が参加しているが、小室は当初、松本孝弘に代わるサポートギタリストとして是永に白羽の矢を立てており、ツアー参加に声をかけた。しかし是永は自身のスケジュールの都合がつかないことを理由に参加を辞退。是永の紹介で葛城が参加し、そのままサポートギタリストとしてツアーに参加することになった。是永はその後宇都宮隆のバンドメンバーやレコーディングの他、木根尚登のレコーディングにも参加するが、TM NETWORK（TMN名義を含む）のレコーディング参加は本作品のみである。
小室の「作り始めた時の勢いを大事にしたい」という意向から、事前のプリプロダクション・デモテープ制作を一切行わず、いきなりレコーディング作業に入った。5日間で本作の楽曲の全てのバックトラックが出来上がった。

## 構成とテーマ
1987年に宇都宮がアメリカで体験したヘヴィメタルのコンサートのファンのノリ・舞台美術のスケールの巨大さ・ミュージシャンの一丸とした気合の入り方にショックを受け、それ以来現地に行く度にボン・ジョヴィ、ホワイトスネイクのライブに足を運んでいた。その頃小室もガンズ・アンド・ローゼズやモトリー・クルーの活躍に強烈な刺激を受け、「速いBPMとハードロックの2つのイメージが重なり合った」「いつかはTMの手でこの感覚を音にする」と考えていた。そこから、「1970年代のドブロ・ギター主体のハードロック・1980年代のシンセポップ・1990年代のシンクラヴィアを中心とした最新機器等の音・展開・時代性をコラージュして融合させる」ことを本作のメインコンセプトとした。
タイトルは「リズムが限界を超えてレッドゾーンへ飛び込む」のをイメージし、「『レッドゾーン』を『世紀末』に見立て、人生で1度しかやってこない世紀末を思いっきり楽しんでしまおう」「少し下世話な表現だけど、世紀末は1世紀の師走にあたる。クリスマス・忘年会・納会、更には世紀末を彩って盛り上げるパーティーソングを作る」というコンセプトを持たせた。
ハードディスクレコーディングが可能なシンクラヴィアを多用し、CDの音質を超える100kHzサンプリングでマスターが作られたが（音を聞いた時「生演奏より生っぽく聞こえた」という）、CDのサンプリング周波数が44.1kHzまでのため、CDフォーマット向けに44.1kHzに落した（小室曰く「劣化させた」とのこと）といわれる。
歌詞の面でもTM NETWORK時代にはない部分が多く見られた。当時フジテレビの月9ドラマで脚本を手がけていた坂元裕二を起用（リリース翌年『東京ラブストーリー』を手がけ大ヒットさせる）した。また、今作収録の「LOOKING AT YOU」で木根尚登が初めてメインヴォーカルを取っている。
1曲単位でも、コード進行・展開・ハードロックと融合した音楽ジャンルの多彩さに宇都宮は「この音のどこにボーカルが入るの?」と戸惑い、それらに対してまずは宇都宮の解釈した感覚で歌ってみて、それから小室のチェックを受けた後に再考することにした。宇都宮は「歌を録る以前の段階で、自分が入る部分を見つけ出すまでに時間がかかったが、録り出したらすぐに終わった」と振り返っている。

## 音楽性
本作の音楽性はX JAPANやBUCK-TICK、B'z、UNICORN、THE BLUE HEARTSなどがブレイクし、第二次バンドブームが発生した事による影響があった他、元々小室はガンズ・アンド・ローゼズやモトリー・クルーなどのハードロックを愛聴していた事もあり、TMNへのリニューアルと共にハードなロックサウンドのアルバムを製作する事となった。本作に関して小室は「吉と出るか凶と出るかというギャンブル性はあった」と述べている。
2曲目「69/99」ではイントロでフェラーリのエンジン音をサンプリングしており、録音し終えた後に100万円程の高価なマイクが故障した。3曲目「RHYTHM RED BEAT BLACK」はハードロックに寄りすぎた内容のため、売上不振に対する懸念からダンスミュージックを入れるために製作された。また、この曲は本作で最後にレコーディングされた。4曲目「GOOD MORNING YESTERDAY」はハードディスクレコーディングだからこそ完成した曲であるという。5曲目「SECRET RHYTHM」はモトリー・クルーとTOTOからの影響で製作された曲であるが、同時期にケミカル・ブラザーズも似たようなアプローチの曲を発表していたと小室は述べている。7曲目「BURNIN' STREET」はライブにおいてダンス用のナンバーとして使用された。9曲目「TENDER IS THE NIGHT」は坂元の詞に強く影響されて製作した曲であるという。11曲目「THE POINT OF LOVERS' NIGHT」はマクセルのコマーシャルソングとして製作された曲であり、歌詞中においてカセットテープと関連付けるために「電話ボックス」という言葉が使用された。小室は同曲に関して「弾きながら、自分のなかで、はじめてコード進行が面白いなと思った曲」、「特にBメロとかの作り方は面白かったですね」と述べている。

## リリース
1990年10月25日にEPIC/SONY RECORDSより、CD、CTの2形態でリリース。リリース日は、宇都宮の33歳の誕生日でもあった。
その後も1992年11月21日にミニディスクとしてリリースされた他、1996年6月17日、2000年3月23日とCD盤のみ再リリースされ、2004年3月31日には完全限定生産盤のCD-BOX『WORLD HERITAGE DOUBLE-DECADE COMPLETE BOX』に紙ジャケット、24bitデジタルリマスタリング仕様で収録された。
2014年5月21日にはデジタルリマスタリング仕様でBlu-spec CD2にてリリースされた。
2024年8月21日にはアナログLP盤が数量限定でリリース。
| No. | 日付           | レーベル                       | 規格         | 規格品番            | 最高順位 | 備考 |
| --- | -------------- | ------------------------------ | ------------ | ------------------- | -------- | --- |
| 1   | 1990年10月25日 | EPIC/SONY RECORDS              | CD CT        | ESCB-1100 ESTB-1100 | 1位      | |
| 2   | 1992年11月21日 | EPIC/SONY RECORDS              | MD           | ESYB-7018           | -        | |
| 3   | 1996年6月17日  | EPIC/SONY RECORDS              | CD           | ESCB-1759           | -        | |
| 4   | 2000年3月23日  | Epic Records                   | CD           | ESCB-2119           | -        | |
| 5   | 2004年3月31日  | Epic Records                   | CD           | ESCL-2530           | -        | CD-BOX『WORLD HERITAGE DOUBLE-DECADE COMPLETE BOX』（完全生産限定盤）収録 紙ジャケット、24bitデジタルリマスタリング仕様 |
| 6   | 2014年5月21日  | ソニー・ミュージックダイレクト | Blu-spec CD2 | MHCL-30219          | 95位     | デジタルリマスタリング仕様                                                                                              |
| 7   | 2024年8月21日  | ソニー・ミュージックダイレクト | LP(2枚組)    | MHJL-350            |          | |

## アートワーク
CDジャケットは、初回版は箱型の紙ジャケットで表面には「RHYTHM RED  TMN」と手書きの表題文字が表記されており、裏面は何も表記されていない。CDケースもクリアケースで、表面は紙ジャケットの表面と同じ手書きの表題文字のみが表記されており、こちらも裏面には何も表記されてない。ブックレットはなく、歌詞カードも非常にシンプルなものとなっており3人の写真は掲載されていない。代わりに宇宙飛行士に扮した3人の宇宙の合成写真のポスターの付録が別に添付されている。ちなみにその歌詞カードはCDケースより大判である。オリジナルの通常版と1996年以降の再発売版は通常のジャケットサイズに変更されており、歌詞カードもブックレットに収められて新しく作り直されている。

## ツアー
本作を受け、12月10日の新潟県民会館から翌1991年3月13日の名古屋市総合体育館レインボーホールまで、15都市全40公演におよぶコンサートツアー「TM NETWORK RHYTHM RED TMN TOUR」を開催した。

## 批評
| 専門評論家によるレビュー                                       | 専門評論家によるレビュー |
| レビュー・スコア                                               | レビュー・スコア         |
| 出典                                                           | 評価                     |
| -------------------------------------------------------------- | ------------------------ |
| CDジャーナル                                                   | 肯定的                   |
| 音楽誌が書かないJポップ批評53 TMN&小室哲哉［ポップス神話創世］ | 肯定的                   |

音楽情報サイト『CDジャーナル』では、国外の著名なミュージシャンやゲストギタリストの豊富さなどを踏まえて「野心作」と評価し、「ワイルドなノリと(1)に顕著なサイケなノリが新機軸」と指摘した。また「ギター・オリエンテッド・サウンドを導入」した事に関して、ロック志向である事や新境地を開拓したと指摘した他、骨太なロックを体現した曲やハードな曲を取り入れた事を「オリジナリティの活性化を図った、クリエイターとしての野心が宿った一作」と革新性の高さを称賛した。
音楽誌『音楽誌が書かないJポップ批評53 TMN&小室哲哉［ポップス神話創世］』においてライターの宗像明将は、「ロック色が強いと同時に、そのぶんバンド・アンサンブルが充実した作品」と本作を位置付けており、サウンドは1990年代初頭を象徴するものであると指摘しているが、演奏のスリリングさやコーラスの壮大さなどを踏まえた上で「『新生TMN』を印象付けようとする意気込みが感じられる」と肯定的に評価した。また、脚本家の坂元裕二が4曲でストーリー性の高い歌詞を書いている事を指摘した他、ロック色によってテクノ色を打ち消しているかに聴こえるが、シンクラヴィアを多用している事やキャッチーさを残していること等から「バンドとしての強固さをワン・ランク・アップさせたアルバムといえるだろう」と称賛した。
浅倉大介は「TM NETWORKが好きで聴いてきた人たちの耳にはシンセサイザーの音がすごく印象に残っていて、完全に生音になってしまうと別物になるところを、身体で感じる低音はシンセできちんと押さえて、上に乗るギターやアレンジをハードロックテイストにしたのが本作」と評している。
小室は後に「音楽プロデューサーとしての立ち回りが求められたアルバムであり、キーボーディストとしては楽しめなかった。僕の演奏抜きでも十分サウンドが足りる。デヴィッド・ブライアンがどの様にボン・ジョヴィでの立ち位置に悩んでいるのかがよくわかった」「後先を考えずに制約を外し思った通りに音を作った後、コンセプト・イメージを後付けとしてブランディングする作業に費やした」と語っている。

## チャート成績
オリコンチャートでは最高位1位、登場回数21回となり、売り上げ枚数は59.3万枚となった。

## 収録曲

### CD盤
| 全編曲: 小室哲哉。 |                                |            |           |       |
| #                  | タイトル                       | 作詞       | 作曲      | 時間  |
| 1.                 | 「TIME TO COUNT DOWN」         | 小室みつ子 | 小室哲哉  | 4:40  |
| 2.                 | 「69/99」                      | 坂元裕二   | 小室哲哉  | 4:53  |
| 3.                 | 「RHYTHM RED BEAT BLACK」      | 坂元裕二   | 小室哲哉  | 6:05  |
| 4.                 | 「GOOD MORNING YESTERDAY」     | 小室みつ子 | 小室哲哉  | 6:15  |
| 5.                 | 「SECRET RHYTHM」              | 小室哲哉   | 小室哲哉  | 3:56  |
| 6.                 | 「WORLD'S END」                | 坂元裕二   | 小室哲哉  | 5:32  |
| 7.                 | 「BURNIN' STREET」             | 小室哲哉   | 小室哲哉  | 5:17  |
| 8.                 | 「REASONLESS」                 | 小室みつ子 | 木根尚登  | 4:49  |
| 9.                 | 「TENDER IS THE NIGHT」        | 坂元裕二   | 木根尚登  | 5:47  |
| 10.                | 「LOOKING AT YOU」             | 小室みつ子 | 木根尚登  | 5:07  |
| 11.                | 「THE POINT OF LOVERS' NIGHT」 | 小室哲哉   | 小室哲哉  | 6:34  |
| 合計時間:          | 合計時間:                      | 合計時間:  | 合計時間: | 59:03 |

### アナログ盤
| 全編曲: 小室哲哉。 |                           |            |           |       |
| #                  | タイトル                  | 作詞       | 作曲      | 時間  |
| 1.                 | 「TIME TO COUNT DOWN」    | 小室みつ子 | 小室哲哉  | 4:40  |
| 2.                 | 「69/99」                 | 坂元裕二   | 小室哲哉  | 4:53  |
| 3.                 | 「RHYTHM RED BEAT BLACK」 | 坂元裕二   | 小室哲哉  | 6:05  |
| 合計時間:          | 合計時間:                 | 合計時間:  | 合計時間: | 15:38 |

| #         | タイトル                   | 作詞       | 作曲      | 時間  |
| --------- | -------------------------- | ---------- | --------- | ----- |
| 4.        | 「GOOD MORNING YESTERDAY」 | 小室みつ子 | 小室哲哉  | 6:15  |
| 5.        | 「SECRET RHYTHM」          | 小室哲哉   | 小室哲哉  | 3:56  |
| 6.        | 「WORLD'S END」            | 坂元裕二   | 小室哲哉  | 5:32  |
| 合計時間: | 合計時間:                  | 合計時間:  | 合計時間: | 15:43 |

| #         | タイトル                | 作詞       | 作曲      | 時間  |
| --------- | ----------------------- | ---------- | --------- | ----- |
| 7.        | 「BURNIN' STREET」      | 小室哲哉   | 小室哲哉  | 5:17  |
| 8.        | 「REASONLESS」          | 小室みつ子 | 木根尚登  | 4:49  |
| 9.        | 「TENDER IS THE NIGHT」 | 坂元裕二   | 木根尚登  | 5:47  |
| 合計時間: | 合計時間:               | 合計時間:  | 合計時間: | 15:53 |

| #         | タイトル                       | 作詞       | 作曲      | 時間  |
| --------- | ------------------------------ | ---------- | --------- | ----- |
| 10.       | 「LOOKING AT YOU」             | 小室みつ子 | 木根尚登  | 5:07  |
| 11.       | 「THE POINT OF LOVERS' NIGHT」 | 小室哲哉   | 小室哲哉  | 6:34  |
| 合計時間: | 合計時間:                      | 合計時間:  | 合計時間: | 11:41 |

### 曲解説
1. 「TIME TO COUNT DOWN」
22ndシングル。特に表記はされていないが、アルバムバージョンである。 先行シングルのイントロのピアノ伴奏が1フレーズであるのに対し、2フレーズ行われている。
2. 「69/99」
ディープ・パープルの「ハイウェイ・スター」の様な「ロックの大衆性」を意識した[24]。
当時の小室の愛車だった、フェラーリのエンジン音から始まる。
前曲とクロスフェードしているため、冒頭部分に於いて前曲の終わりの部分が聞こえてくる。
坂元が本作で初めて本格的な作詞作業を一人で行った[25][14]。
3. 「RHYTHM RED BEAT BLACK」
後に23rdシングルとしてシングルカット。
4. 「GOOD MORNING YESTERDAY」
ハードロック部分をバラード部分で挟んだ構成の曲。バラードの部分はデモテープの段階では短かったのを同期で長くして、そこにハードな部分を違和感のないように合体させた。小室は「アルバム制作中でシンクラヴィアを一番派手に使い倒した曲」「新しい作曲法を身に付けた」「ウツが真面目に歌っていて、それなのにすごく味がある」と語っている[24]。
5. 「SECRET RHYTHM」
TMN4人目のメンバー「ガルボア」のテーマ曲。「ホラー的な笑い」「叫び声」をキャラ付けに使用した[24]。
YAMAHAのシンセサイザー EOS B500のCMソングとして使用され、小室がCM内でEOS B500でこの曲を演奏している[26]。
6. 「WORLD'S END」
22ndシングル「TIME TO COUNT DOWN」のカップリング曲。
7. 「BURNIN' STREET」
「1970年代・80年代・90年代それぞれの音楽の要素を1つにまとめる」ことをコンセプトにし、それは「WORLD'S END」にも通じている[24]。
音色はアメリカの大道芸を意識した[24]。
間奏のシャッフルの部分は映画「ストリート・オブ・ファイヤー」をイメージしている[24]。
小室が作詞のニュアンスを変更しようとしたら[27]、宇都宮が小室の思った通りに歌った[14]。
8. 「REASONLESS」
先に小室がバックトラックを制作し、木根がボーカル用のメロディを考えた[24]。制作時間に余裕が無かったため、木根が急いでメロディを書き、小室みつ子が歌詞をつけたデモを聴いた小室は「間奏にまでつけたの?」と呆れ、木根は「先に言えよ!」と反論した[28]。
ブラッド・ギルスの演奏を前面に押し出した[24]。
9. 「TENDER IS THE NIGHT」
デヴィッド・"クレム"・クレムソンの演奏を前面に押し出した。小室は「彼のドブロ・ギターが本当に気持ち良い」と絶賛している[24]。
この曲のサビは宇都宮でなく、サポートメンバーの葛城哲哉が歌っている。
ギターパートのアレンジで初めてスライドギターを取り入れた[14]。
10. 「LOOKING AT YOU」
ギターのオーバー・ダビング、シンセサイザーによるストリングス、コーラスがアレンジの構成のメインになっている[10]。
小室は当初、この曲は宇都宮に歌ってもらい、木根が「TENDER IS THE NIGHT」を歌うつもりで歌詞を発注していた[24]が、実際の歌を聴いた小室の提案で、両曲のメインボーカルを入れ替えたことを木根がラジオで明かしている[29]。
歌詞のテーマは「着飾った女性」をテーマにしていたが、小室は「木根が歌ったことで『疎外感に満ちた女性』とテーマが様変わりした」と話している[24]。
小室みつ子は「踊っている人を見ている」イメージで書いていた[28]。
この曲で木根はボーカリストとしてデビューした。木根はこの時の状況を「地区予選なしで、いきなり甲子園に出てしまった高校球児」と例えている[14]。
2020年9月14日に木根がリリースしたミニアルバム『R2』にリメイク版が収録されている。
11. 「THE POINT OF LOVERS' NIGHT」
21stシングル。特に表記はされていないが、先行シングルはドラムがシンクラビアによる打ち込みなのに対し、本作では生演奏でボーカルもシングルとは別に新規に収録されているためアルバムバージョンとなっている[16]。後に発売された『TMN CLASSIX 1』において、このバージョンは「rhythm red version」と命名されている。

## スタッフ・クレジット

### TMN
- 小室哲哉
- 宇都宮隆
- 木根尚登

### 参加ミュージシャン
- 山木秀夫 - ドラムス
- ブラッド・ギルス - ギター
- デヴィッド・"クレム"・クレムソン - ギター
- ウォーレン・ククルロ（英語版） - ギター
- 是永巧一 - ギター
- 葛城哲哉 - ギター(#3)、バッキング・ボーカル(#1,4,5,6,7,8,9)[30]
- 浅田孟 - ベース
- 小室哲哉 - ベース
- TMN - バッキング・ボーカル
- アラン・キッド - バッキング・ボーカル
- 秋葉淳 - シンクラヴィア

### スタッフ
- 小室哲哉 - プロデューサー
- 伊東俊郎 - ミックス・エンジニア、レコーディング・エンジニア、マスタリング・エンジニア
- 岡亨 - アシスタント・エンジニア
- 飯島周城 - アシスタント・エンジニア（11曲目のみ）
- おがわさとし - マスタリング・アシスタント
- はらだたかし - マスタリング・アシスタント
- 久保こーじ - シンセサイザープログラマー
- 高橋拓也 - プロダクション・アシスタント
- 小坂洋二 - エグゼクティブ・プロデューサー
- 山口三平 - A&R
- 大竹研 - A&R（インターナショナル）
- 篠原廣人 - プロモーション
- 荒井克己（タイムマシン） - TMN A&R
- せきぐちこういち（タイムマシン） - TMN A&R
- 須田章子（タイムマシン） - 小室哲哉秘書
- 青木高貴（タイムマシン） - スーパーバイザー
- 松村慶子（タイムマシン） - スーパーバイザー
- 高橋伸明 (Bahaty) - アート・ディレクション、デザイン
- Kobajun - TMNロゴタイプ・デザイン

## 脚註
1. 1 2  ダイヤモンド社刊『FM STATION』1990年12月10日号「Let's Go! TMN」13P-15Pより。
2. ↑  認定年月：1990年11月 一般社団法人日本レコード協会 2022年7月1日閲覧
3. ↑  オリジナルアルバム未収録。
4. 1 2 3  「TM NETWORK TRIPLE DECADE LIVEHISTORY」『ぴあMOOK TM NETWORK 30th Anniversary Special Issue 小室哲哉ぴあ TM編』ぴあ、2014年5月30日、76 - 77頁。ISBN 9784835623269。
5. ↑  “LUCKY・天使、都へ行く - ドラマ詳細データ”. テレビドラマデータベース.   キューズ・クリエイティブ. 2019年9月7日閲覧。
6. ↑  “誘惑 - ドラマ詳細データ”. テレビドラマデータベース.   キューズ・クリエイティブ. 2019年9月7日閲覧。
7. ↑  “キモチいい恋したい！ - ドラマ詳細データ”. テレビドラマデータベース.   キューズ・クリエイティブ. 2019年9月7日閲覧。
8. 1 2  ともえりょうのすけ「PART 2 TM NETWORK/TMN ヒストリー&レビュー CHAPTER 3 TM NETWORKからTMNへ（1990年－1994年）」『音楽誌が書かないJポップ批評53 TMN&小室哲哉［ポップス神話創世］』別冊宝島 1532号、宝島社、2008年6月19日、52 - 53頁、ISBN 9784796662697。
9. ↑  藤本健のDigital Audio Laboratory 『第196回:WMAロスレスの音楽配信サイト「@MUSIC HD Sound」 ～ 小室氏とavexが提唱するHDサウンドとは? ～』より。
10. 1 2  ヤマハ音楽振興会刊「K's MAGAZINE 2」pp.80-81より。
11. 1 2  ソニー・マガジンズ刊「WHAT's IN?」1990年11月号「TMN 宇都宮隆『RHYTHM RED』を語る 世紀末のロック・マトリックス」p.16より。
12. ↑  ソニー・マガジンズ刊 『WHAT's IN?』 1990年10月号「世紀末へのNEW PROJECTが遂にスタート TM NETWORK TMN宣言 RENEWALの真相を探る」p.23より。
13. ↑  立東社刊『KB special』1990年11月号19Pより。
14. 1 2 3 4 5  ソニー・マガジンズ刊 『ギターブック』 1990年12月号「TMN RHYTHM RED」10P-14Pより。
15. ↑  『TM NETWORK TOUR MAJOR TURN-ROUND Supported by ROJAM.COM』パンフレットより。
16. 1 2  ダイヤモンド社刊『FM STATION』1990年10月15日号「TMN TMネットワークから“TMN”へ、リニューアル 3人が奏でる世紀末のパーティ・ソングって何?」113Pより。
17. 1 2 3 4 5 6 7 8 9 10 11 12  「TM NETWORK'S WORKS HISTORY 小室哲哉によるアルバム全曲解説!」『ぴあMOOK TM NETWORK 30th Anniversary Special Issue 小室哲哉ぴあ TM編』ぴあ、2014年5月30日、32 - 59頁。ISBN 9784835623269。
18. 1 2  “TMN / リズム・レッド［再発］”. CDジャーナル.   音楽出版. 2019年9月8日閲覧。
19. 1 2  “TMN / RHYTHM RED ［Blu-spec CD2］”. CDジャーナル.   音楽出版. 2019年9月8日閲覧。
20. 1 2 3  宗像明将「PART 2 TM NETWORK/TMN ヒストリー&レビュー TM NETWORK / TMN オリジナルアルバム "WILD" レビュー #7」『音楽誌が書かないJポップ批評53 TMN&小室哲哉［ポップス神話創世］』別冊宝島 1532号、宝島社、2008年6月19日、54頁、ISBN 9784796662697。
21. ↑  シンコーミュージック・エンタテイメント刊『B-PASS ALL AREA』Vol.6 65Pより。
22. ↑  ソニー・マガジンズ刊「WHAT's IN?」1994年8月号「The Exclusive Final Interview AFTER THE DOME TMN」pp.168-170より。
23. ↑  “小室哲哉のDigitalian論 ーーデジタル時代の新型フェス『THE BIG PARADE』で聞けた本音とは？”. Real Sound. 2014年9月25日閲覧。
24. 1 2 3 4 5 6 7 8 9 10 11  ソニー・マガジンズ刊 『WHAT's IN?』 1990年12月号89P「『RHYTHM RED』セルフライナーノーツ」より。
25. ↑  発表は中山忍の「ホタル」「僕がむかえにいくよ」が先である。
26. ↑  https://www.youtube.com/watch?v=gDAozAN2_Xo
27. ↑  元々「千の茨」だったが「千の剣」にしようとした。
28. 1 2  全音楽譜出版社刊「木根本」p.6-7より。
29. ↑  1994年4月21日放送の「オールナイトニッポン」終了特番より。
30. ↑  ソニー・マガジンズ刊 『ギターブック』 1995年6月号「ザ・ギタリスト・葛城 ～レコーディング編～ 葛城哲哉」p.102より。